# 12 октомври
12 октомври е 285-ият ден в годината според григорианския календар (286-и през високосна). Остават 80 дни до края на годината.

## Събития
- 1428 г. – Стогодишната война: Английската армия започва обсадата на Орлеан, продължила 7 месеца.

- 1492 г. – Експедицията на Христофор Колумб достига Карибските острови, но до края на дните си смята, че е достигнал Южна Азия.
- 1582 г. – Поради въвеждането на Григорианския календар този ден от тази година не съществува в Италия, Полша, Португалия и Испания.
- 1810 г. – Сватбата на кронпринцът на Бавария Лудвиг и принцеса Тереза Саксонска Хилдбургхаузен се превръща в ежегоден празник на бирата, известен като Октоберфест.
- 1814 г. – Джордж III получава титлата крал на Хановер.
- 1860 г. – Британски и френски войски окупират Пекин и опожаряват Летния дворец.
- 1875 г. – Христо Ботев напуска БРЦК.
- 1879 г. – Духовната власт в Северна Добруджа преминава към Румънската православна църква.
- 1886 г. – Град Индианола в Тексас става жертва на един от най-опустошителните урагани в САЩ, загиват над 250 души, градът е опустошен, а на следващата година е изоставен.
- 1901 г. – По време на третия си конгрес БЗНС е оформя окончателно като политическа партия.
- 1901 г. – Президентът на САЩ Теодор Рузвелт официално преименува Изпълнителния дом на Белия дом.
- 1917 г. – Първата световна война: За първи път от Германия е използван отровния газ иприт.
- 1930 г. – В Атина приключва работа Първа балканска конференция за сътрудничество с участието на всички балкански страни.
- 1931 г. – Статуята на Христос Спасителя в Рио де Жанейро, Бразилия, официално е отворена за посетители.
- 1931 г. – Съставено е четиридесет и седмото правителство на Царство България, начело с Никола Мушанов.
- 1944 г. – Втората световна война: Атина е освободена от хитлеристка окупация.
- 1960 г. – Народна република България признава независимостта на Република Мали и по-късно установява дипломатически отношения с тази държава.
- 1960 г. – Съветският ръководител Никита Хрушчов блъска с юмруци и обувка по масата си по време на Общото събрание на ООН, за да протестира срещу становище на Филипините, изтъкващо съветската колониална политика в Източна Европа.
- 1962 г. – Народна република България установява дипломатически отношения с Алжирската демократична република.
- 1964 г. – СССР изстрелва Восход 1 – първият в света пилотиран космически апарат с повече от един човек на борда и без употребата на скафандри.
- 1968 г. – Екваториална Гвинея получава независимост от Испания.
- 1968 г. – В Мексико сити са открити 19-те Летни олимпийски игри.
- 1973 г. – Хуан Перон е избран за президент на Аржентина, а вицепрезидент става жена му Изабела Перон.
- 1984 г. – Терористичен акт в Брайтън: Ирландската републиканска армия извършва покушение срещу министър-председателя на Великобритания Маргарет Тачър в нейната хотелска стая. Тачър успява да се спаси, но бомбата убива пет души и ранява 31.
- 1992 г. – По време на земетресение в Кайро (Египет) загиват 552 души, над 6500 са ранени, а щетите се оценяват за над 600 млн. долара.
- 2002 г. – При терористичен акт в нощен клуб на остров Бали (Индонезия) загиват 202 и са ранени 209 души, повечето от които са туристи от Австралия.
- 2005 г. – Китай изстрелва втория си пилотиран космически апарат – Шънджоу 6, на борда на който се намират астронавтите Фей Дзюнлун и Ние Хайшън.

## Родени
- 1350 г. – Дмитрий Донски, велик княз на Московското княжество († 1389 г.)
- 1537 г. – Едуард VI, крал на Великобритания († 1553 г.)
- 1614 г. – Хенри Мор, английски философ († 1687 г.)
- 1798 г. – Педро I, бразилски император († 1834 г.)
- 1836 г. – Нико Попов, първи кмет на Бургас († 1905 г.)
- 1862 г. – Теодор Бовери, немски биолог († 1915 г.)
- 1865 г. – Артър Хардън, английски биохимик, Нобелов лауреат през 1929 г. († 1940 г.)
- 1866 г. – Рамзи Макдоналд, министър-председател на Обединеното кралство († 1937 г.)
- 1867 г. – Стефан Нерезов, български висш военен, генерал-лейтенант († 1925 г.)
- 1874 г. – Андонис Влахакис, гръцки андартски капитан († 1906 г.)
- 1874 г. – Ейбрахам Брил, американски психиатър и психоаналитик († 1948 г.)
- 1877 г. – Николай Осипов, руски лекар († 1934 г.)
- 1883 г. – Иван Снегаров, български историк († 1971 г.)
- 1883 г. – Ян Студницка, австрийски футболист († 1967 г.)
- 1896 г. – Еудженио Монтале, италиански поет и литературен критик, Нобелов лауреат през 1975 г. († 1981 г.)
- 1904 г. – Георги Брадистилов, български математик († 1977 г.)
- 1919 г. – Дорис Милър, американски флотски готвач († 1943 г.)
- 1920 г. – Петър Незнакомов, български сценарист († 1997 г.)
- 1928 г. – Рангел Вълчанов, български кинорежисьор († 2013 г.)
- 1933 г. – Бригита Чолакова, българска журналистка († 1999 г.)
- 1934 г. – Ричард Майер, американски архитект
- 1935 г. – Лучано Павароти, италиански оперен певец († 2007 г.)
- 1936 г. – Иван Чаповски, писател от Република Македония
- 1938 г. – Лари Скот, американски културист († 2014 г.)
- 1943 г. – Якоб Кун, швейцарски футболист
- 1945 г. – Орор Клеман, френска актриса
- 1949 г. – Тоня Горанова, българска художничка
- 1955 г. – Анте Готовина, хърватски генерал
- 1960 г. – Алексей Кудрин, руски политик
- 1962 г. – Бранко Цървенковски, президент на Република Македония
- 1962 г. – Карлос Бърнард, американски актьор
- 1966 г. – Сашка Васева, българска попфолк певица
- 1968 г. – Хю Джакман, австралийски актьор
- 1974 г. – Стивън Лий, английски играч на снукър
- 1975 г. – Гордана Янкулоска, политик от Република Македония
- 1975 г. – Иво Янакиев, български гребец
- 1977 г. – Вита Паламар, украинска лекоатлетка
- 1978 г. – Толга Карел, турски актьор
- 1981 г. – Енгин Акюрек, турски актьор
- 1990 г. – Борислав Балджийски, български футболист

## Починали
- 638 г. – Хонорий I, римски папа (* ? г.)
- 642 г. – Йоан IV, римски папа (* ? г.)
- 1081 г. – Адам Бременски, северогермански хронист (* 1050 г.)
- 1654 г. – Карел Фабрициус, холандски живописец (* 1622 г.)
- 1858 г. – Андо Хирошиге, японски художник (* 1797 г.)
- 1870 г. – Робърт Едуард Лий, американски военачалник, генерал (* 1807 г.)
- 1875 г. – Емануил Васкидович, български просветител и книжовник (* 1795 г.)
- 1892 г. – Ернест Ренан, френски писател и философ (* 1823 г.)
- 1912 г. – Ото Крюмел, германски океанограф (* 1854 г.)
- 1920 г. – Александрос I, гръцки крал (* 1893 г.)
- 1924 г. – Анатол Франс, френски писател, Нобелов лауреат през 1921 г. (* 1844 г.)
- 1943 г. – Макс Вертхаймер, немски психолог (* 1880 г.)
- 1960 г. – Инеджиро Асанума, японски социалист (* 1898 г.)
- 1980 г. – Васил Попов, български писател (* 1930 г.)
- 1991 г. – Аркадий Стругацки, руски писател (* 1925 г.)
- 1996 г. – Жан Рене Лакост, френски тенисист (* 1904 г.)
- 1997 г. – Джон Денвър, американски кънтри-певец (* 1930 г.)
- 1999 г. – Уилт Чембърлейн, американски баскетболист (* 1936 г.)
- 2011 г. – Денис Ричи, американски пионер в областта на компютърните науки (* 1941 г.)
- 2017 г. – Пенчо Кулеков, български художник (* 1924 г.)

## Празници
- България – Ден на българската община и местното самоуправление[1]
- Световен ден за борба с артрита[2]
- Бахамски острови – Годишнина от откриването на Америка
- Бразилия – Nossa Senhora da Aparecida и Ден на детето
- Екваториална Гвинея – Ден на независимостта (от Испания, 1968 г., национален празник)
- Испания – Испански ден или Годишнина от откриването на Америка (1492 г., национален празник)
- Лаос – Ден на освобождението и независимостта (от Франция, 1953 г.)
- Малави – Ден на майката
- САЩ – Ден на Христофор Колумб